# سن جیووانی این فیوره
سن جیووانی این فیوره (به ایتالیایی: San Giovanni in Fiore) یک کومونه در ایتالیا است که در استان کزنتزا واقع شده‌است. سن جیووانی این فیوره ۲۷۹ کیلومتر مربع مساحت و ۱۸٬۱۸۴ نفر جمعیت دارد و ۱٬۰۵۰ متر بالاتر از سطح دریا واقع شده‌است.